# 김상우 (배구인)
김상우(金相佑, 1973년 7월 31일~)는 대한민국의 배구 선수, 지도자이다. 삼성화재에서 선수 생활을 보냈고, 현역 시절 포지션은 미들 블로커였다. 현재 대전 삼성화재 블루팡스 감독을 맡고 있다.
은퇴 이후 KBS N 스포츠에서 해설가로 활동하다가 LIG손해보험의 코치로 지도자 생활을 시작했다. 박기원의 후임으로 LIG손해보험의 감독을 역임했으나, 2011-12시즌을 앞두고 경질되었다. LIG에서 물러난 후 MBC 스포츠+에서 해설가로 활동하였으며, 2012년에는 제16회 아시아 청소년 남자배구선수권 대회의 국가대표팀 감독을 역임했다. 2013년 KBS N 스포츠에 복귀했고, 모교인 성균관대학교 배구부 감독을 역임하였다.
2015년 4월 24일 우리카드의 감독으로 선임되었다. 7월, 청주 KOVO컵 대회에서 감독으로 첫 우승을 차지하였다.
우리카드의 감독에서 물러난 후에는 성균관대학교로 돌아와서 감독을 맡았다가, 2022년 4월 11일부터 고희진의 후임으로 대전 삼성화재 블루팡스 감독에서 선임돼 활동한다.

## 가족 관계
- 어머니 : 김명희 (2021년 10월 13일 별세[2])